# Конституция Сомали
Временная конституция Федеративной Республики Сомали (сомал. Dastuurka Jamhuuriyadda Federaalka Soomaaliya) — высший нормативный правовой акт Сомали. Обеспечивает правовую основу для существования Федеративной Республики и является источником законных полномочий, устанавливает права и обязанности граждан и определяет структуру правительства. Временная конституция была принята 1 августа 2012 года Национальным конституционным собранием в Могадишо, Банадир.
Временная конституция Сомали предусматривает парламентскую систему правления с президентом Сомали в качестве главы государства и избранным премьер-министром в качестве главы правительства. В стране действует двухпалатный законодательный орган, который состоит из Сената (верхняя палата) и Народной палаты (нижняя палата). Вместе они составляют Федеральный парламент Сомали. 

## Предыдущие конституции
20 июня 1961 года на всенародном референдуме народ Сомали ратифицировал новую Конституцию, проект которой был впервые разработан в 1960 году. Конституция 1961 года предусматривала парламентскую демократию, при этом премьер-министр и совет министров (кабинет) избирались из числа членов законодательного органа. Законодательный орган также избирал главу государства или президента республики.

### Сомалийская Демократическая Республика
В 1969 году, после убийства второго президента Сомали, Абдирашида Али Шермарка, военные устроили 21 октября (на следующий день после похорон Шермарка) переворот. Пришедший к власти Верховный революционный совет (ВРС) возглавил генерал-майор Мохамед Сиад Барре. Вскоре после этого Барре стал главой ВРС. Впоследствии ВРС переименовал страну в Сомалийскую Демократическую Республику,   арестовал членов бывшего правительства, запретил политические партии, распустил парламент и Верховный суд и приостановил действие Конституции.
Новая Конституция была ратифицирована 25 августа 1979 года на всенародном референдуме, в соответствии с которым были проведены выборы в Народное собрание. Однако политбюро Сомалийской революционной социалистической партии продолжало править.  Конституция 1979 года предусматривала президентскую систему, при которой президент выполнял функции как главы государства, так и главы правительства. В качестве главы правительства президент избрал членов Совета министров, который он возглавлял. Конституция 1979 года первоначально предусматривала избрание президента на шестилетний возобновляемый срок полномочий большинством в две трети голосов законодательного собрания. После свержения Барре временное правительство потребовало новой Конституции, чтобы заменить документ 1979 года, который был законом страны на момент изгнания Барре.

## Федеративная Республика Сомали

### Конституционные институты
Конституция Федеративной Республики Сомали поощряет права человека, верховенство закона, общие стандарты международного права, правосудие, совместное, консультативное и инклюзивное правительство, разделение властей между законодательной, исполнительной и независимой судебной властями в целях обеспечения подотчётности, оперативности и чуткости к интересам людей.
Федеративная Республика Сомали — это федеративное государство с полупрезидентской системой, где большая часть исполнительной власти принадлежит премьер-министру.

#### Президентство
Федеральный президент Сомали является главой государства. Президентские полномочия главы государства обширны и осуществляются в соответствии с Конституцией и другими законами Федеративной Республики Сомали. Эти полномочия включают назначение главы исполнительной власти (премьер-министра), выполнение функций главнокомандующего вооружёнными силами и объявление чрезвычайного положения и войны.

#### Исполнительная власть
Исполнительная власть федерального правительства принадлежит федеральному кабинету министров. Премьер-министр является главой правительства. Они возглавляют федеральный кабинет, состоящий из министров, назначаемых по предложению премьер-министра. Премьер-министр избирается на полный четырехлетний срок и может быть освобожден от должности только парламентом, избравшим преемника при вотуме недоверия.

#### Судебная власть
Судебная власть Федеративной Республики принадлежит судам. Судебная власть независима от законодательной и исполнительной ветвей власти, одновременно выполняя свои судебные функции. Она может объявить законы недействительными, если они нарушают Федеральную конституцию.
В состав национального суда входят:
- Конституционный суд
- Суды федерального правительства
- Суды государств-членов федерации

#### Законодательная власть
Основным органом законодательной власти является двухпалатный парламент Сомали, Федеральный парламент, который принимает федеральное законодательство, за исключением законов, касающихся годового бюджета. Каждый член Федерального парламента имеет право законодательной инициативы, как и совет министров. Нижняя палата состоит из 275 депутатов, а верхняя — из 54 представителей.